# Aethes scalana
Aethes scalana is een vlinder uit de familie bladrollers (Tortricidae). De wetenschappelijke naam is voor het eerst geldig gepubliceerd in 1927 door Zerny.
De soort komt voor in Europa.